# NGC 7248
NGC 7248 ist eine linsenförmige Galaxie vom Hubble-Typ S0 im Sternbild Eidechse am Nordsternhimmel. Sie ist schätzungsweise 206 Millionen Lichtjahre von der Milchstraße entfernt.
Das Objekt wurde am 8. November 1790 von Wilhelm Herschel entdeckt.